# 28. kolovoza
28. kolovoza (28. 8.) 240. je dan godine po gregorijanskom kalendaru (241. u prijestupnoj godini).
Do kraja godine ima još 125 dana.

## Događaji
- 1895. – Tri dana nakon hidroelektrane na slapovima Niagare pušten je u pogon jedan od prvih svjetskih cjelovitih elektroenergetskih sustava s izmjeničnom strujom, Hidroelektrana „Krka” - Šibenik (kasnije nazvana „Jaruga I”).
- 1898. – Arheolog don Frane Bulić pronašao je pokraj današnje solinske crkve Gospe od Otoka temelje negdašnje starohrvatske bazilike, a u njezinu predvorju sarkofag i nadgrobni natpis kraljice Jelene, razbijen u devedeset komada.
- 1914. – Prvi svjetski rat: Britanska kraljevska ratna mornarica porazila njemačku flotu u Bitci za Heligolandski zaljev.
- 1914. – Prvi svjetski rat: njemačke postrojbe zauzele Namur u Belgiji.
- 1916. – Prvi svjetski rat: Njemačka objavila rat Rumunjskoj.
- 1916. – Prvi svjetski rat: Italija objavljuje rat Njemačkoj.
- 1924. – Gruzini započeli Kolovozni ustanak protiv sovjetske vlasti.
- 1931. – Francuska i Sovjetski Savez potpisali sporazum o nenapadanju.
- 1943. – Drugi svjetski rat: u Danskoj je počeo opći štrajk protiv njemačke okupacije.
- 1944. – Drugi svjetski rat: oslobođeni Marseille i Toulon.
- 1963. – Martin Luther King, Jr. održao svoj poznati govor „I Have a Dream”.
- 1990. – Irak proglasio Kuvajt svojom najnovijom pokrajinom.
- 1991. – Osnovan Weimarski trokut.
- 1995. – Vojska Republike Srpske počinjava drugi pokolj u Sarajevu na Markalama nad sarajevskim civilima. Granate su ubile 37 ljudi i ranile dodatnih 90.

## Rođenja 28. kolovoza
- 1749. – Johann Wolfgang von Goethe, njemački književnik († 1832.)
- 1848. – Ivan Mušković, gradišćanskohrvatski pisac i pjesnik († 1930.)
- 1863. – Marija Freudenreich, hrvatska operna pjevačica († 1944.)
- 1867. – Umberto Giordano, talijanski skladatelj († 1948.)
- 1878. – George Hoyt Whipple, američki liječnik i nobelovac († 1976.)
- 1887. – Števan Kühar, slovenski (prekomurski) pisac i političar († 1922.)
- 1924. – Berislav Klobučar, hrvatski dirigent († 2014.)
- 1957. – Ivo Josipović, treći hrvatski predsjednik
- 1965. – Shania Twain, kanadska pjevačica
- 1969. – Jason Priestley, kanadsko-američki glumac i vozač auto utrka
- 1970. – Gordan Lauc, hrvatski biokemičar i molekularni biolog
- 1983. – Amr Fahmy, egipatski nogometni dužnosnik († 2020.)
- 1983. – Alfonso Herrera, meksički glumac i glazbenik
- 1992. – Hanna Huskova, bjeloruska skijašica
- 2000. – Filip Kržić, hrvatski vaterpolist

## Smrti 28. kolovoza
- 430. – Sveti Augustin,  filozof, teolog, biskup, naučitelj Crkve (* 354.)
- 876. – Ludvig Njemački,  prvi istočnofranački (njemački) kralj (* oko 806.)
- 1645. – Hugo Grotius, nizozemski humanist (* 1583.).
- 1757. – David Hartley, engleski filozof (* 1705.)
- 1995. – Michael Ende, njemački književnik (* 1928.)
- 2007. – Antonio Puerta, španjolski nogometaš (* 1984.)

## Blagdani i spomendani
- Dan grada Novigrada